# Электродепо метрополитена
Электродепо метрополитена (метродепо) — моторвагонное депо, обеспечивающее профилактическое обслуживание, ремонт, экипировку и хранение подвижного состава метрополитена.
На территории электродепо метрополитена могут размещаться:
- отстойно-ремонтный корпус — предназначен для отстоя составов и вагонов. Для осмотра и ремонта подвагонного оборудования, на путях могут быть расположены смотровые канавы;
- ремонтный цех — оборудован мостовыми и консольными кранами, станционными домкратами для подъёмки вагонов и выкатки тележек;
- мастерские — для ремонта электрических, механических и пневматических приборов и оборудования;
- камера мойки составов.

На метрополитенах России для питания поездов используется контактный рельс. По условиям электробезопасности, внутри здания контактный рельс размещают на высоте не менее 4 метров, подача напряжения на вагон осуществляется через кабель, который передвигается по контактному рельсу с помощью передвижной каретки, а рельсовые токоприёмники огораживаются кожухом. Для предупреждения о подаче высокого напряжения пути оборудуют световой и звуковой сигнализацией.

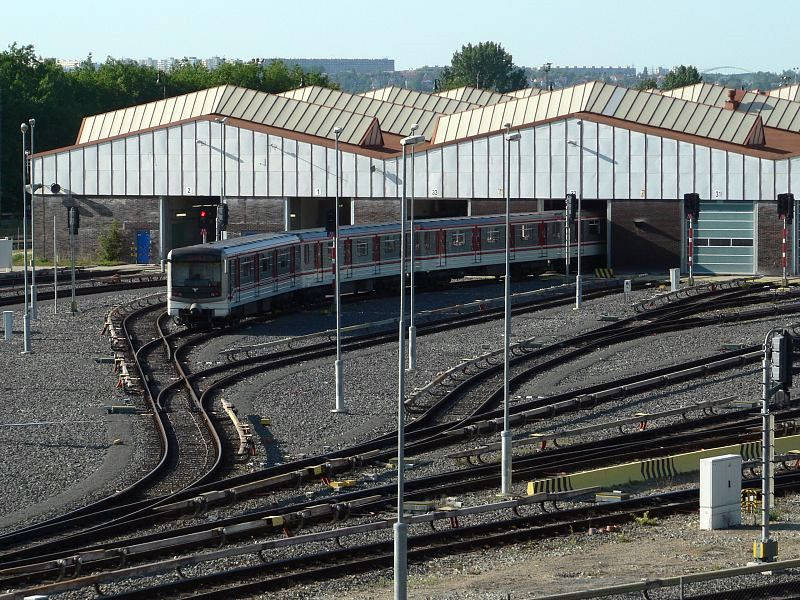
Электропоезд 81-71М на выезде из отстойно-ремонтного корпуса электродепо Гостиварж, Прага, Чехия
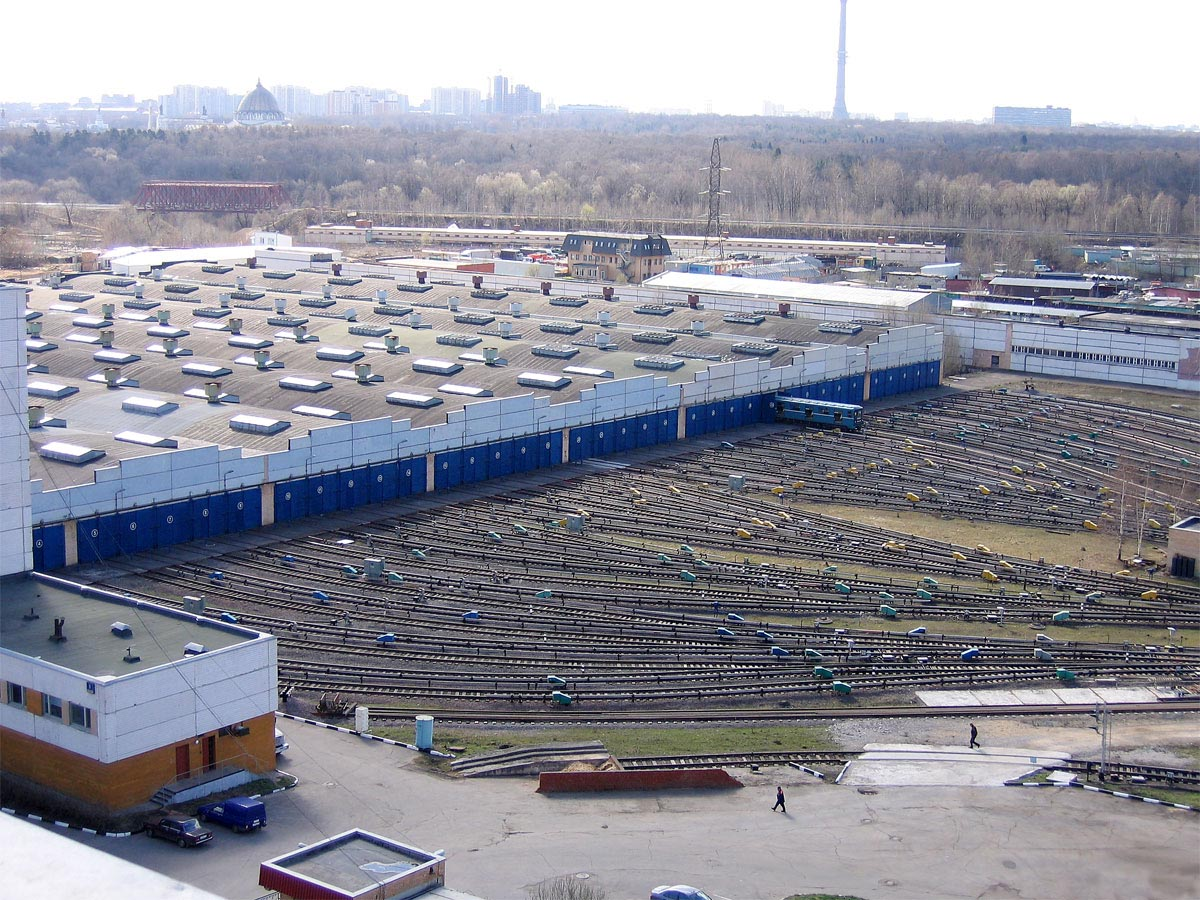
Путевое развитие электродепо Владыкино
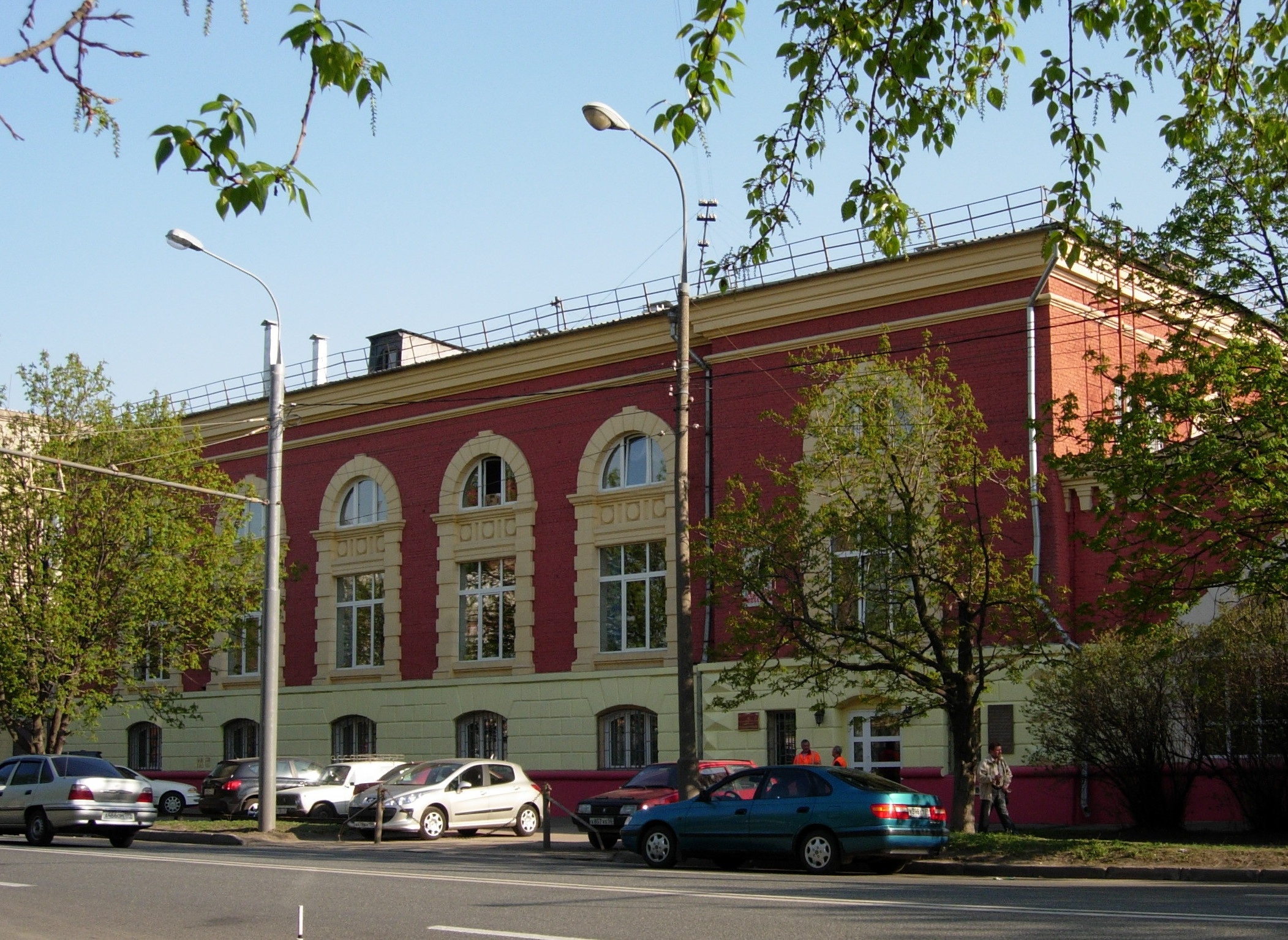
Вид на главный корпус электродепо Красная Пресня
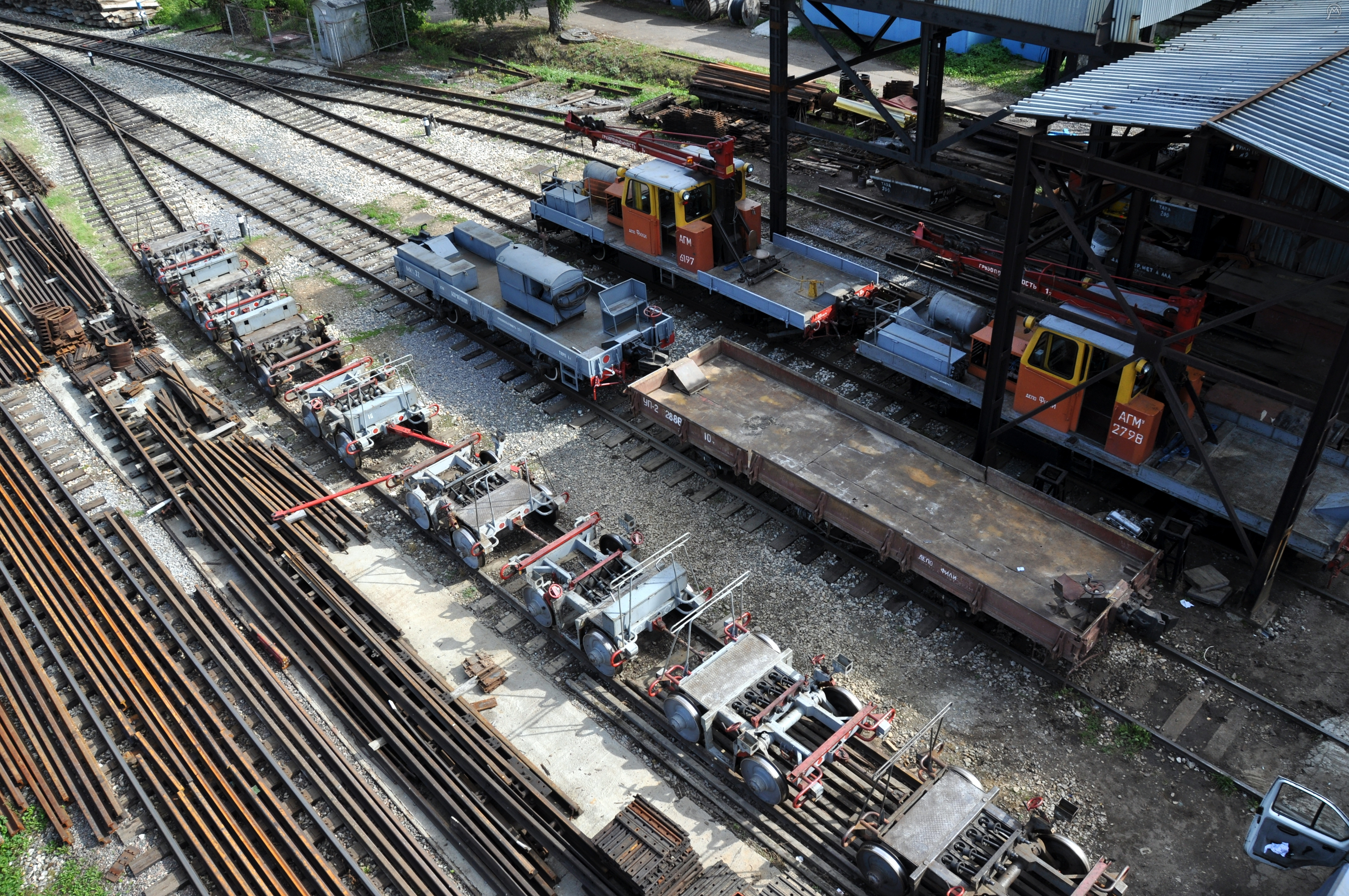
Мотодепо на территории электродепо Фили
- Предрейсовый осмотр и отправка электропоездов в электродепо Братеево
Схема электродепо Южное Петербургского метрополитена
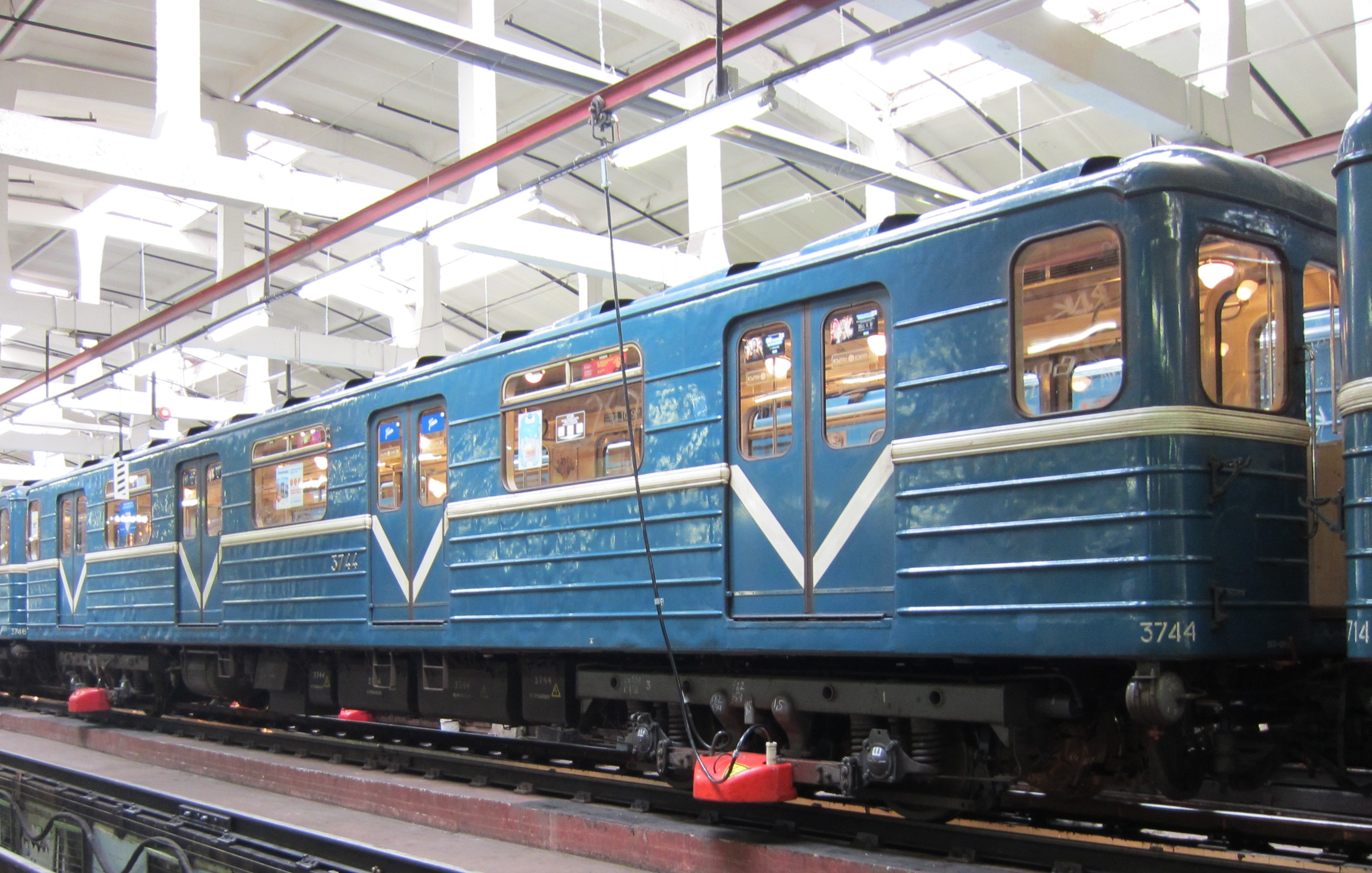
Вагон метро типа Ем, подключённый к высокому напряжению (электродепо Невское Петербургского метрополитена)
- Манёвры контактно-аккумуляторного электровоза 81-581 с грузовым и пассажирским вагонами Ем в электродепо Автово Петербургского метрополитена